# João de Deus (ator)
João de Deus Setta, mais conhecido apenas como João de Deus (Trás-os-Montes, 1883 – Rio de Janeiro, 27 de setembro de 1951), foi um ator e diretor de cinema luso-brasileiro. É conhecido por ter participado dos primeiros filmes de ficção produzidos no Brasil, entre eles Os Estranguladores, de Francisco Marzullo. Como diretor, dirigiu a 6ª adaptação do romance O Guarani, do escritor José de Alencar.

## Biografia
Nascido em Trás-os-Montes em 1883, João de Deus veio para o Brasil ainda jovem, com 11 anos, em 1894. Sua carreira no meio artístico começou em 1908, no filme Os Estranguladores, um dos primeiros filmes de ficção do país. No mesmo ano atou em quatro outros filmes, Os Capadócios da Cidade Nova, A Mala Sinistra, O Roubo dos Mil e Quatrocentos Contos e Só Lotero e Siá Ofrásia com Seus Produtos na Exposição. Esteou no teatro interpretando um personagem infantil.
Nos próximos anos atua em inúmeros filmes, entre eles destacam-se A Viúva Alegre, Zé Bolas e o Famoso Telegrama Número 9, Logo Cedo e A Vida do Barão do Rio Branco. Em 1919 conhece o cineasta Luiz de Barros e participa de dois de seus filmes, Alma Sertaneja e Ubirajara. Em 1920 dirige o seu único filme, O Guarani, baseado no romance de José de Alencar, que anteriormente já havia sido adaptado para o cinema 5 vezes.
Se afasta do cinema até 1934, voltando a atuar no filme Guaíra. Em 1937 participa do filme O Descobrimento do Brasil, do cineasta Humberto Mauro. No mesmo ano volta a trabalhar com Luiz de Barros, no drama O Samba da Vida. Até o final de sua carreira, participa apenas de filmes de Barros.
João de Deus faleceu em 27 de setembro de 1951, aos 68 anos, no Retiro dos Artistas, no Rio de Janeiro.

## Filmografia
- 1908: Os Estranguladores
- 1908: Os Capadócios da Cidade Nova
- 1908: A Mala Sinistra
- 1908: O Roubo dos Mil e Quatrocentos Contos
- 1908: Só Lotero e Siá Ofrásia com Seus Produtos na Exposição
- 1909: Aventuras do Zé Caipora
- 1909: Os Milagres de Santo Antônio
- 1909: Pega na Chaleira
- 1909: A Viúva Alegre
- 1909: Zé Bolas e o Famoso Telegrama Número 9
- 1910: Logo Cedo
- 1911: O Conde de Luxemburgo
- 1912: A Vida do Barão do Rio Branco
- 1919: Alma Sertaneja
- 1919: Ubirajara
- 1920: O Guarani (também como diretor)
- 1934: Guaíra
- 1934: Não Sei Por Quê
- 1934: Vá Saindo
- 1936: Caçando Feras
- 1937: O Descobrimento do Brasil
- 1937: O Samba da Vida
- 1940: E o Circo Chegou
- 1941: Entra na Farra
- 1945: O Cortiço
- 1947: O Malandro e a Grã-fina
- 1948: Fogo na Canjica
- 1949: Prá Lá de Boa